# Adam Benewitz
Adam Benewitz (* 10. Februar 1890 in Frauensee; † 28. April 1923 in Weimar) war ein deutscher Politiker (SPD, USPD).

## Leben
Benewitz war evangelisch-lutherischer Konfession, bis er aus der Kirche austrat. Er machte eine Lehre als Maler und war bis 1920 Dekorationsmaler in Weimar. Danach arbeitete er dort als Bürogehilfe.
Vor 1918 gehörte er der SPD an und wechselte 1918 zur USPD. Für diese war er ab 1919 Mitglied im Gemeinderat in Weimar. Von 1919 bis 1923 gehörte er dem Landtag von Sachsen-Weimar-Eisenach bzw. der Gebietsvertretung Sachsen-Weimar-Eisenach an. Für den Wahlkreis Sachsen-Weimar-Eisenach wurde er 1920 in den Thüringer Landtag gewählt, dem er bis 1921 angehörte.